# Ohniváček černokřídlý

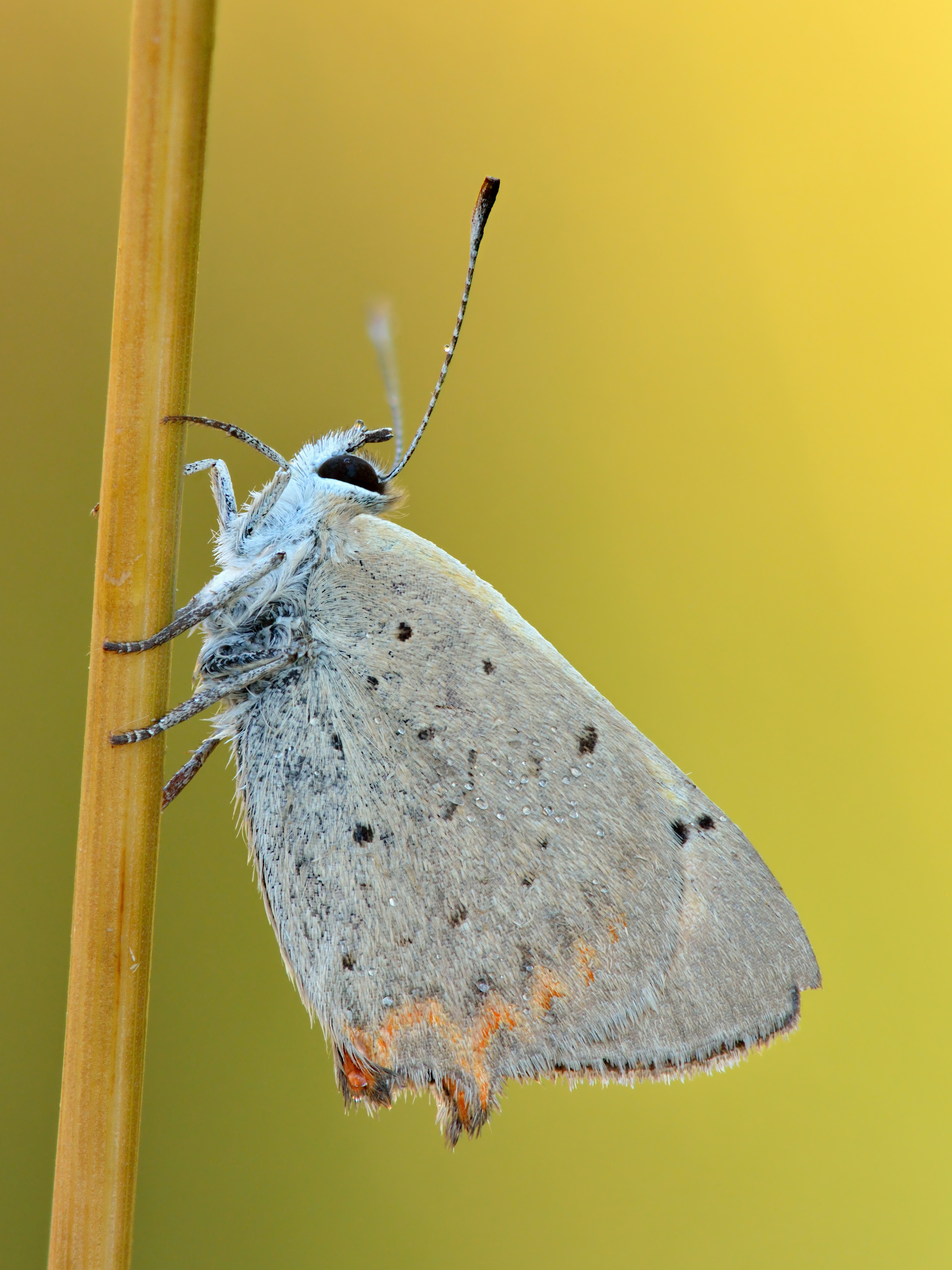

Ohniváček černokřídlý (Lycaena phlaeas) je druh malého denního motýla z čeledi modráskovitých. Plachý motýl, bystrý letec. Patří též k občasným migrantům, kteří posilují místní populace z jihu.

## Popis
Ohniváček černokřídlý je převážně hnědožlutě zbarvený. Na předních křídlech zlatočerveně zbarvených, má černé skvrny čtyřúhelníkovitého tvaru. Okraj zadního křídla vykrojený ve tvaru širokého "V" nebo "U". Při okraji svrchní strany zadního křídla široký červený pruh. Rozpětí křídel 25–30 mm. Obě pohlaví jsou zbarvená podobně, samička je často větší velikosti.

### Stanoviště
Vyskytuje se v prostředí s řidší vegetací, pro tento život je dobře přizpůsoben – pískovny, polní cesty, pastviny, podél řek, rekultivované plochy. Upřednostňuje slunná teplá stanoviště s dostatkem květů. Rád se sluní na otevřených místech a dává přednost dobrému výhledu. Rychle osidluje nové biotopy – typický pionýrský druh.

### Rozšíření
Holarktický. Severní Afrika, celá Evropa přes temperátní Asii až po Čukotku a Japonsko; severovýchod Severní Ameriky. V ČR hojný.

### Motýl
Druh má podle stanoviště 2–3 generace duben až srpen. Od května do června a od konce července do konce srpna. Za slunečných dnů ho lze pozorovat ještě na podzim v polích. V teplých oblastech má i tři generace. Sameček je teritoriární. Samička klade světle zelená vajíčka jednotlivě a hustě většinou v přízemní části, ke spodním okrajům živné rostliny listů šťovíku. Upřednostňuje zejména šťovík menší (Rumex acetosella), šťovík kyselý (Rumex acetosa).

### Housenka
Od září a po přezimování do dubna a také v červnu a červenci 2–4 vzájemně se překrývající generace. Živí se na šťovíku, rdesnu a dobromysli. Široce sploštělá, malá, silná, zelená, s fialově červenými linkami na zádech a řídkým, krátkým ochlupením. Délka méně než 1,5 cm. Mladé housenky přezimují na spodní straně listů. Přezimují larvy poslední generace, většinou ve 3. svleku. Přezimovat může také dospělý motýl nebo vajíčka.

### Hostitelské rostliny
Šťovík menší, šťovík kyselý, dobromysl.

## Ochrana
Nepatří prozatím k ohroženým druhům.